# Дворец Разумовского (Батурин)
Дворец гетмана Кирилла Разумовского — палладианский дворец (вилла) графа Кирилла Разумовского в Батурине, служившего последним гетманом Войска Запорожского до 1764 года. Дворец выстроен в 1799—1803 годах (предположительно по проекту Чарлза Камерона). Расположен на высокой террасе реки Сейм, входит в состав Национального историко-культурного заповедника «Гетманская столица».

## История
Кирилл Разумовский с 1794 года постоянно живёт в Батурине, именно тогда он задумывает строительство дворцово-паркового ансамбля. С 1799 по 1803 года продолжались масштабные строительные работы. После смерти гетмана дворец перешёл в собственность его сына Андрея, который был владельцем дворца до своей смерти в 1836 г. Интерьеры дворца погибли во время пожара 1824 года.

Прекращение строительных работ после смерти Кирилла Григорьевича оставило дворец недостроенным. Никто из Разумовских никогда в нём не жил. Интерьеры погибли во время пожара 1824 года. Флигели стояли «без крыш, без балок, без полов, так что, стоя на земле, можно видеть чрез два этажа небо». Липовый парк вырубался и за вторую половину XIX века сократился вдвое. В 1840-е гг. граф А. К. Толстой оплакивал руины резиденции прадеда: 
Ты знаешь край, где Сейм печально воды

Меж берегов осиротелых льет,

Над ним дворца разрушенные своды,

Густой травой давно заросший вход,

Над дверью щит с гетма́нской булавою?..

Туда, туда стремлюся я душою!
Военное ведомство, в распоряжении которого находилось владение, препоручило заботы о нём Шосткинскому пороховому заводу. Правнук последнего гетмана, Лев Жемчужников, вспоминал о посещении Батурина в середине XIX века: «Каменный дворец на высоком берегу Сейма стоял, печально разрушаясь. Полы и потолки провалились, в окна свободно летали птицы; внутри дома росли деревья; двор зарос травой и кустарником, а над разрушающейся крышей каркали вороны».

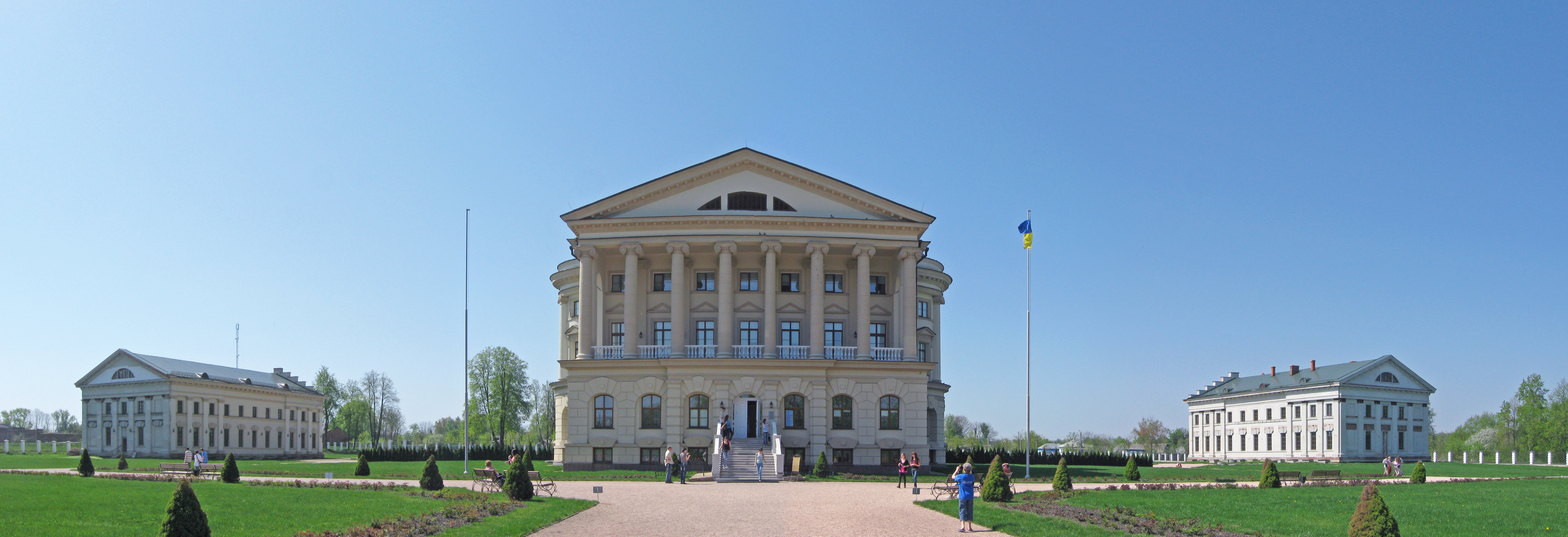
Панорама дворцово-паркового ансамбля. Современный вид.

Во время Крымской войны дворец был отдан в распоряжение войск под казарму. Стены с фресками и лепные потолки были закрашены белой известью, а лучшая из гостиных комнат из-за наличия камина была обращена в баню. 
В 1908 году по инициативе Г. К. Лукомского «Общество защиты и сохранения в России памятников искусства и старины» направило в Батурин архитектора А. Белогруда для обмеров главного корпуса. Белогруд подготовил проект восстановления кровли и реставрации заброшенной постройки, который и был частично осуществлён в 1911—1913 годах на средства графа Камилла Разумовского.
В 1909 году Батурин посетил правнук гетмана Камилл Разумовский.
В августе 1923 года во дворце был пожар.
Постановлением Кабинета Министров УССР от 24.08.1963 № 970 «Об упорядочении дела учёта и охраны памятников архитектуры на территории Украинской ССР» («Про впорядкування справи обліку та охорони пам’ятників архітектури на території Української РСР») присвоен статус памятник архитектуры национального значения с охранным № 837 под названием Дворец.

## Восстановление

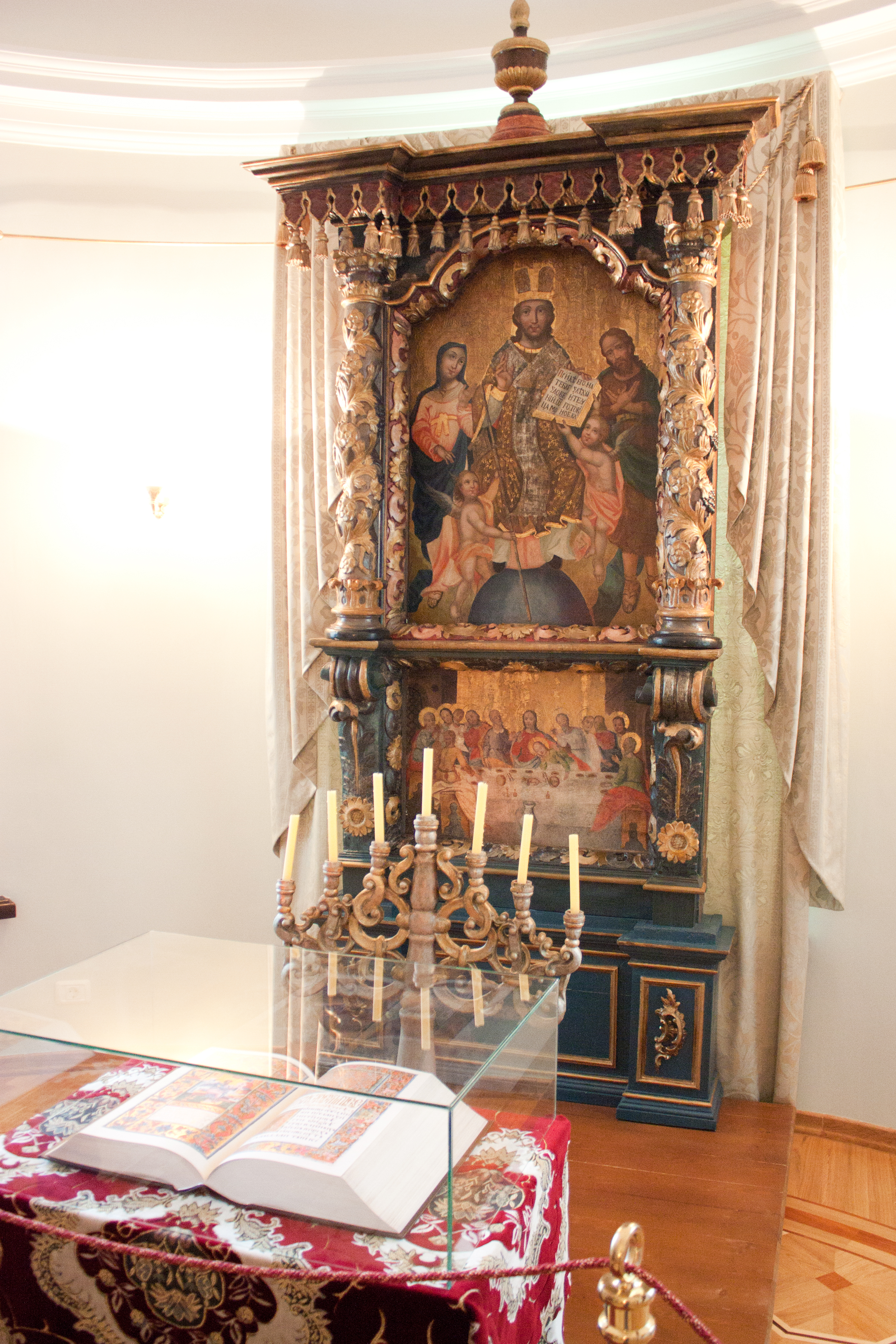
Алтарь домовой церкви дворца Разумовского.

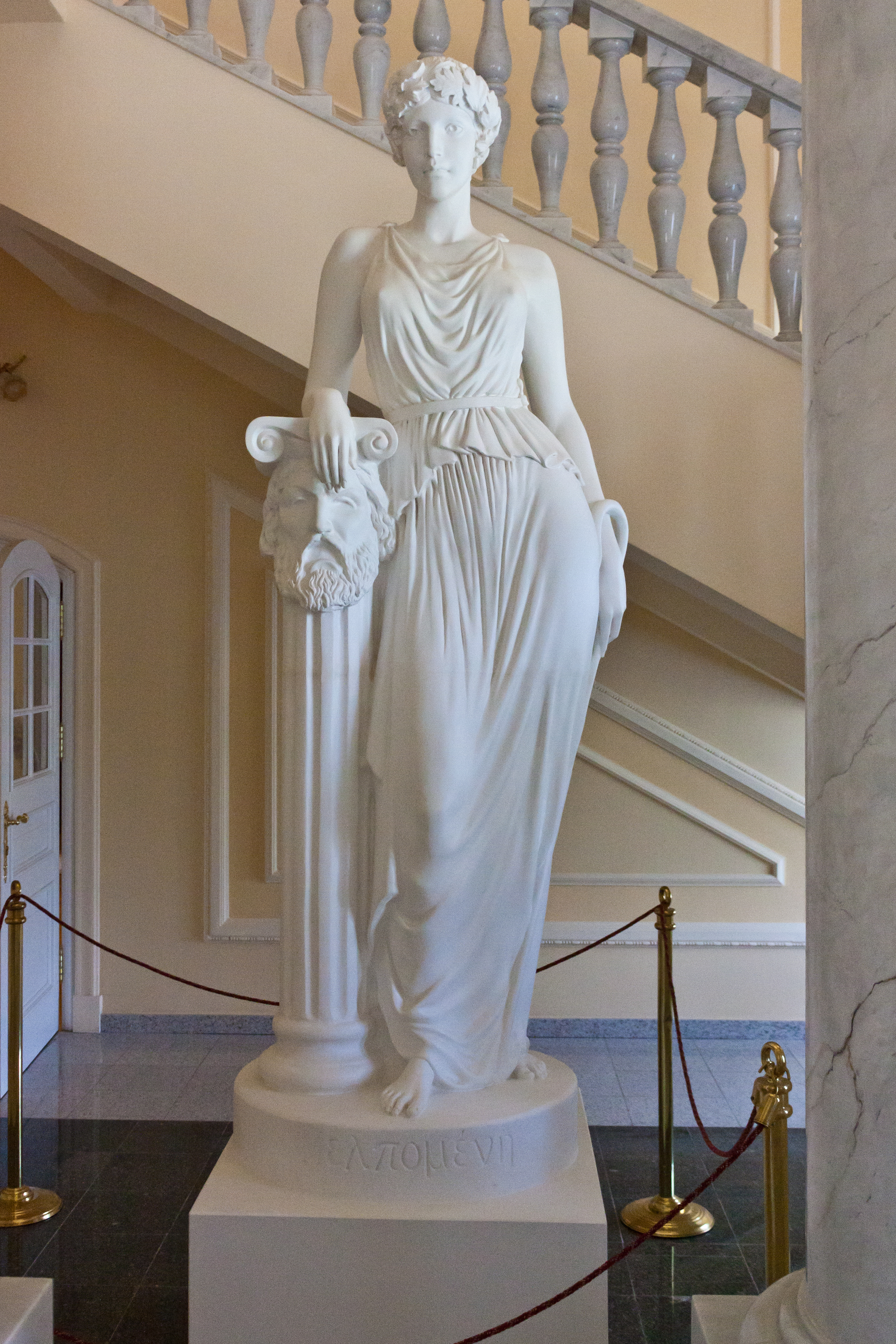
Статуя Мельпомены. Скульптор М.Гоза.

Восстановлен в начале XXI века по поручению В. Ющенко.
В 2001—2002 гг. по инициативе Премьер-министра Украины В. А. Ющенко была разработана Комплексная программа сохранения памятников заповедника «Гетманская столица», реализация которой началась в 2003 году. Это была седьмая попытка реставрации дворца, но единственная, которая оказалась успешной.
С 2005 года масштаб работ значительно увеличился — за средства украинских меценатов работы по возрождению дворца, восстановлению флигелей велись в 2005—2006 гг. В 2008 году было выполнено огромный объём работ. Заказчиком реставрационных работ выступала Черниговская областная государственная администрация (председатель Владимир Хоменко). Проект возрождения разработали специалисты института «УкрНИИпроектреставрация», работы выполняли специалисты корпорации «Укрреставрация».

## Музей
22 августа 2009 дворец гетмана Кирилла Разумовского торжественно открыт Президентом Украины Виктором Ющенко.
Общая площадь дворца — 2483 м², экспозиционная — 1 065,3 м².
На первом этаже размещены выставочные залы, представляющих историческое прошлое гетманского Батурина через призму государственнической деятельности Кирилла Разумовского и историю строительства и реставрации его дворцово-паркового ансамбля в Батурине.
Интерьеры второго этажа воссозданы по сохранившимся в Петербурге аналогам работ Чарлза Камерона. Они захватывают изящной композицией, цветовой гаммой… Всё здесь: и роспись и лепнина потолка и стен, и осветительные приборы, и паркет, и шторы, изготавливалось по образцам XIX в. История нам сохранила информацию о функциональном назначении комнат этого этажа (сохранился план, подписанный Ч.Камероном). Соответственно плану и осуществлялась его музеефикация.
В залах дворца гетмана Кирилла Разумовского экспонируется ряд оригинальных предметов: мебель и предметы интерьера, картины, иконы XVIII—XIX вв.
Среди оригинальных экспонатов, принадлежавших гетману Кириллу Разумовскому и его семье, в экспозиции представлены:
• палаш лейб-компанейский XVIII в., принадлежавший Кириллу Разумовскому. Палаш хранился в семье Разумовских в Вене. Подарен прямым потомком гетмана Грегором Разумовским в день торжественного открытия дворца 22 августа 2009.
• печать суконной фабрики Кирилла Разумовского. XVIII в.
• фрагменты надгробия гетмана Кирилла Разумовского. Скульптор Иван Мартос. 1805 г.
— универсал гетмана Кирилла Разумовского о назначении сотником Переволочанским Стефана Лукомского. 9 октября 1763 года. подарен прямым потомком гетмана Грегором Разумовским 8 апреля 2018 года.

Дворец Разумовского в Батурине и парк
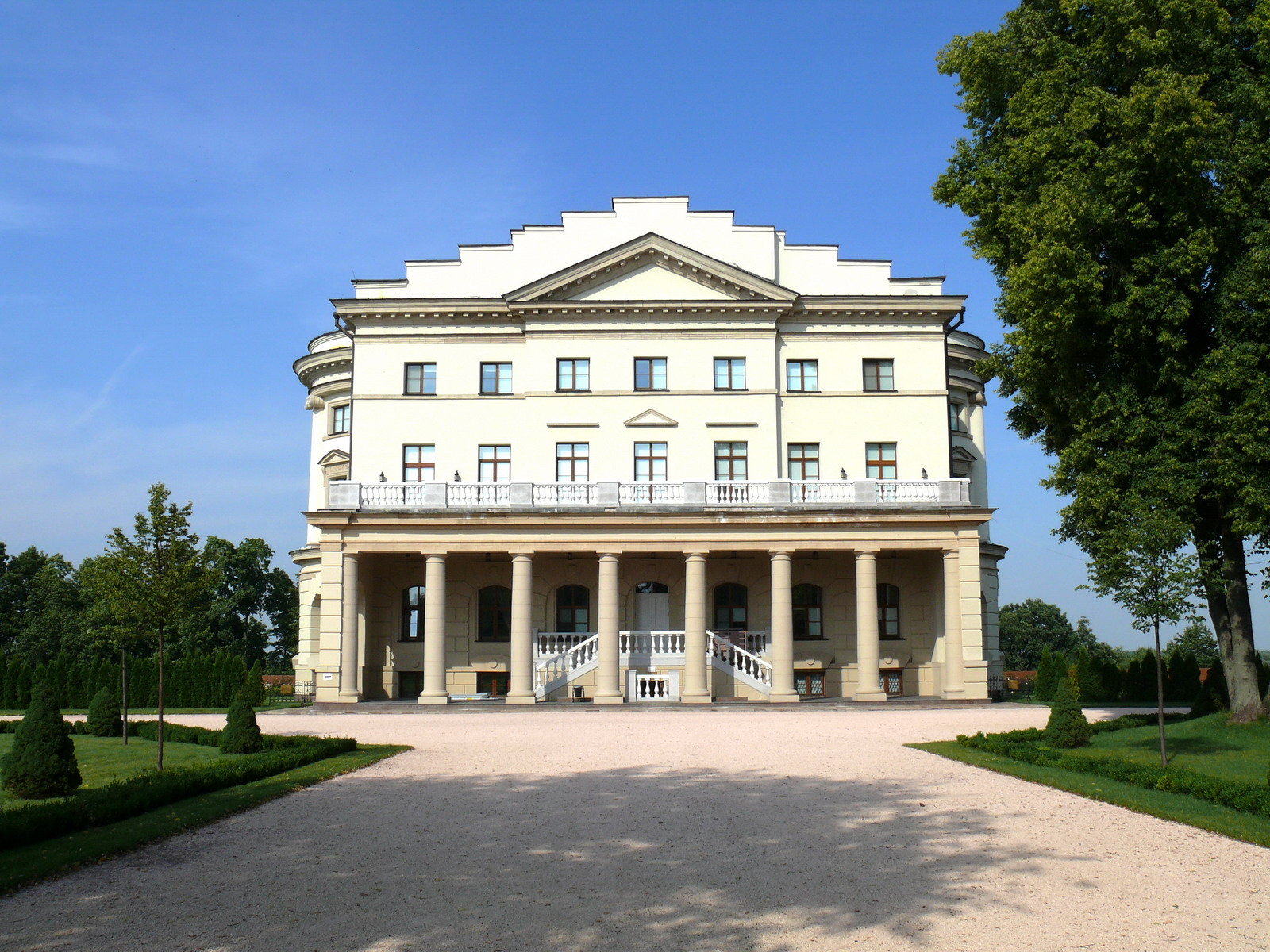
Дворец Разумовского.
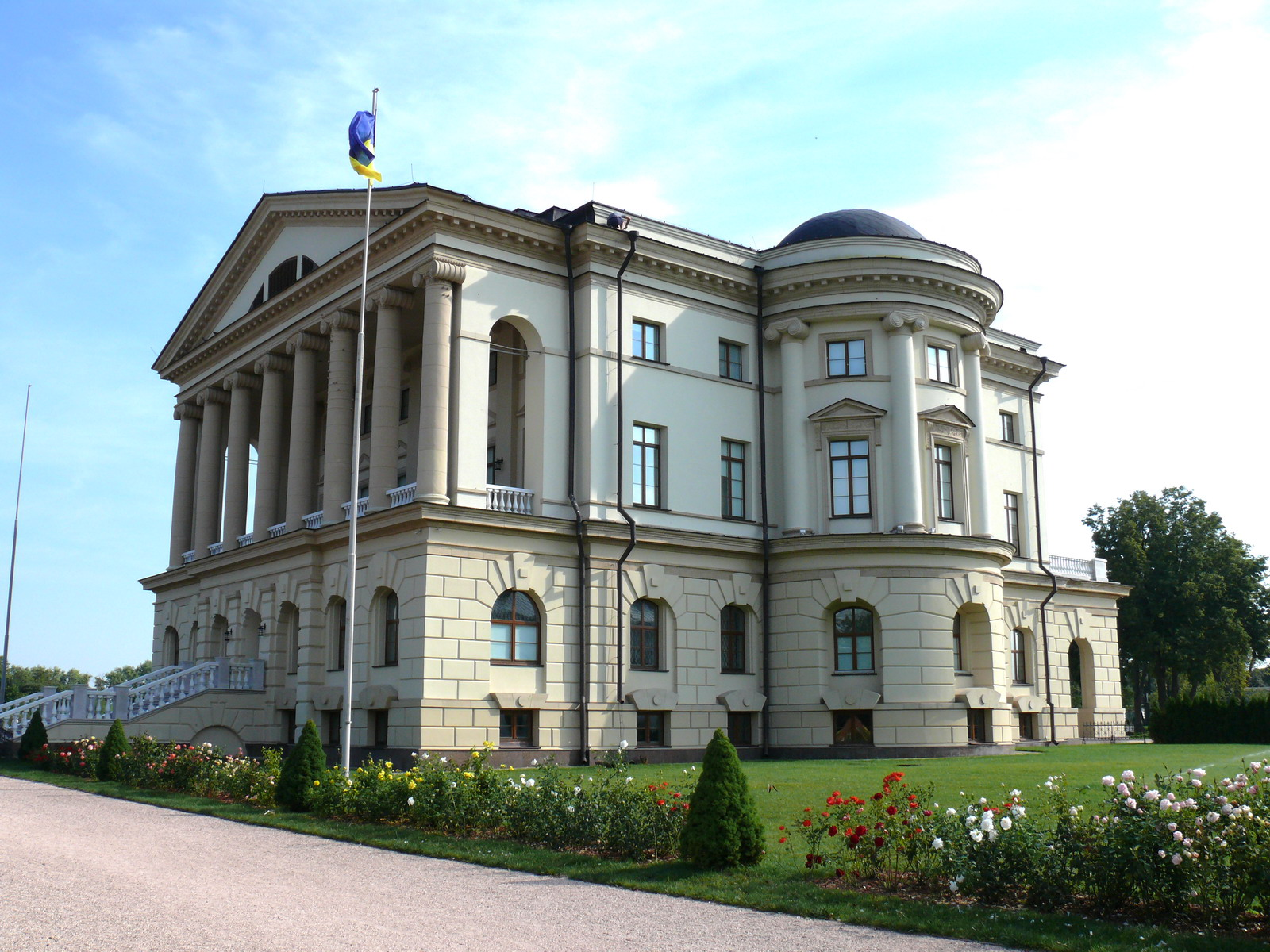
Дворец Разумовского.
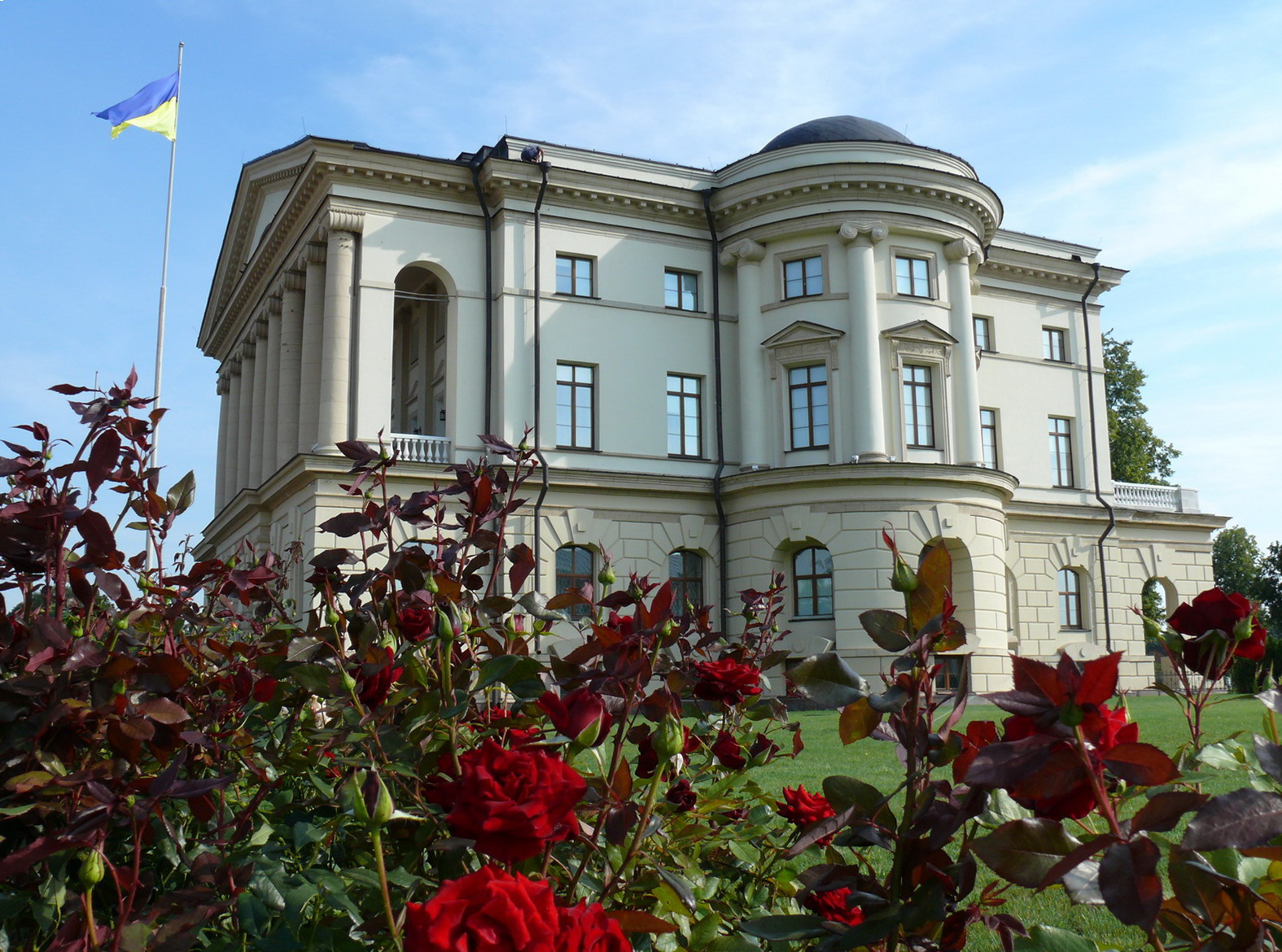
Дворец Разумовского.
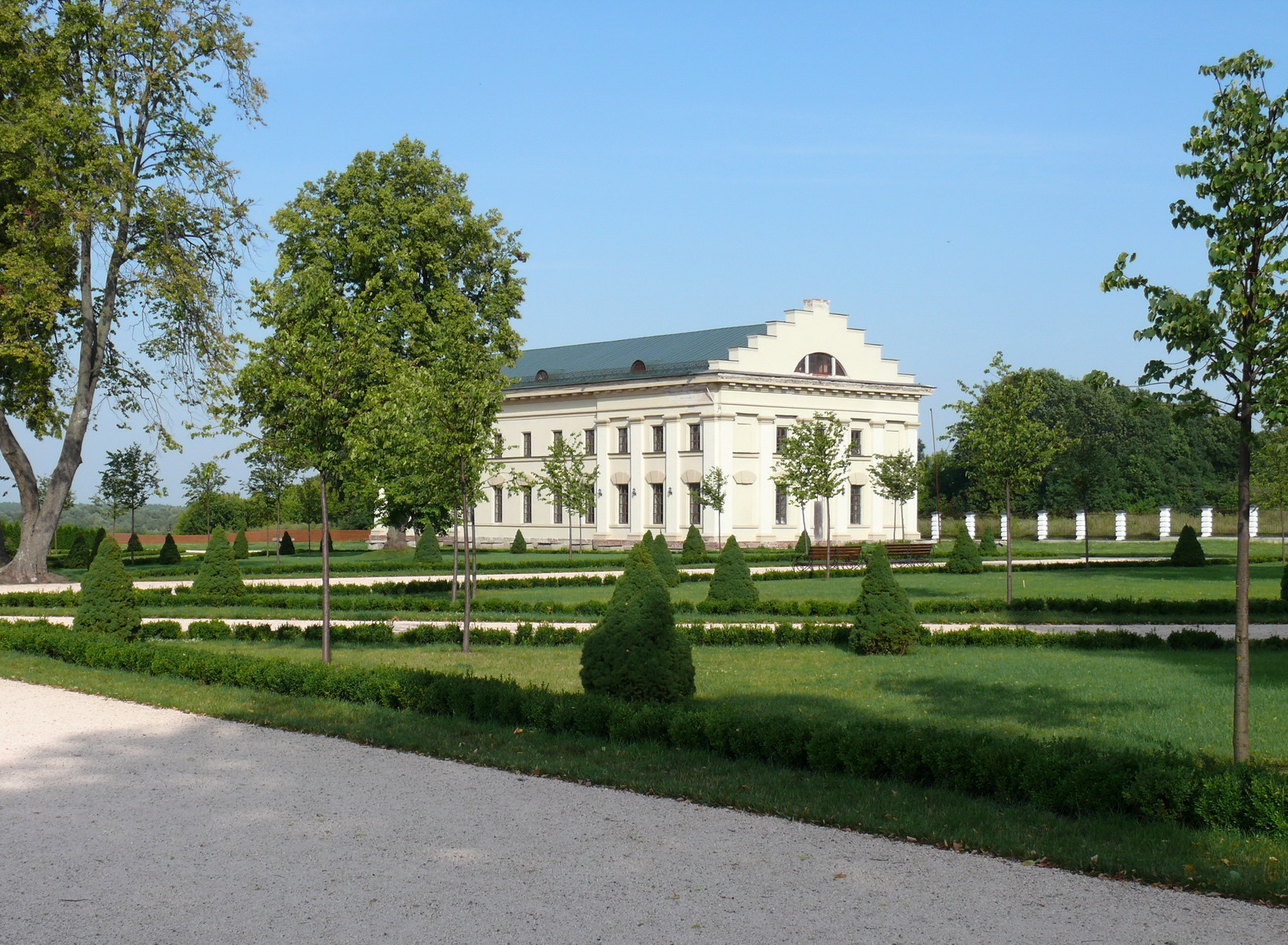
Служебный флигель.
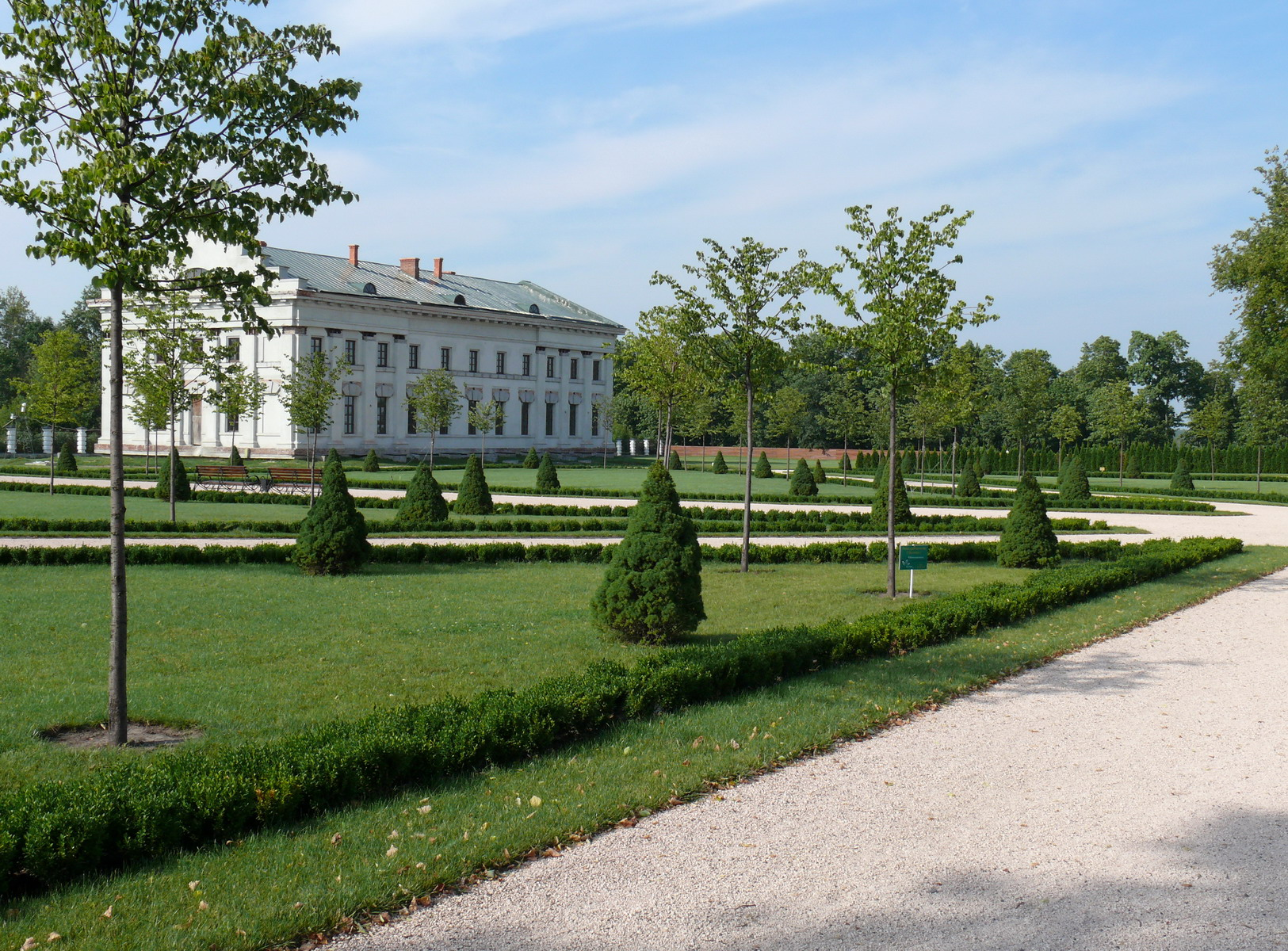
Гостевой флигель.
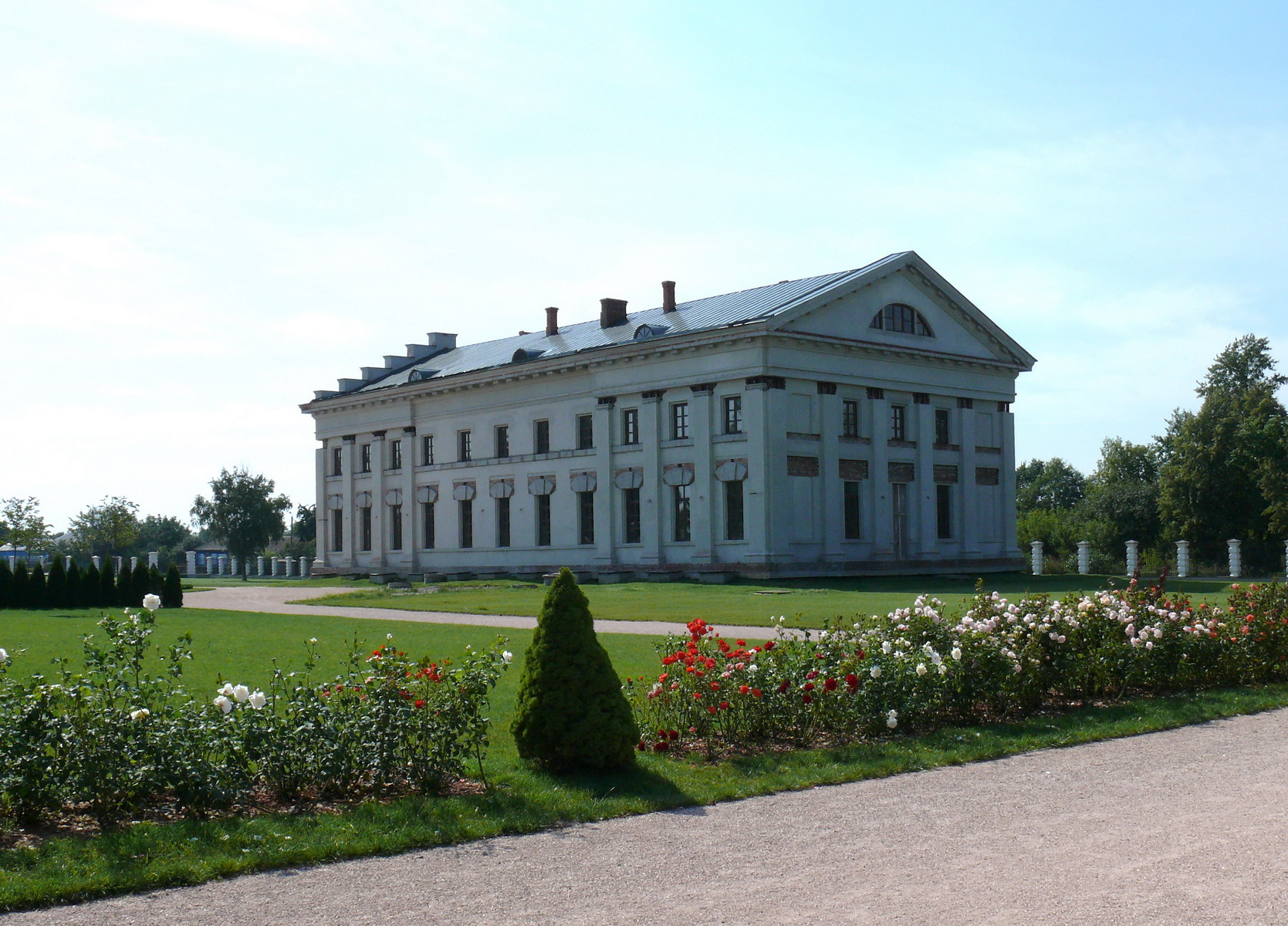
Гостевой флигель.
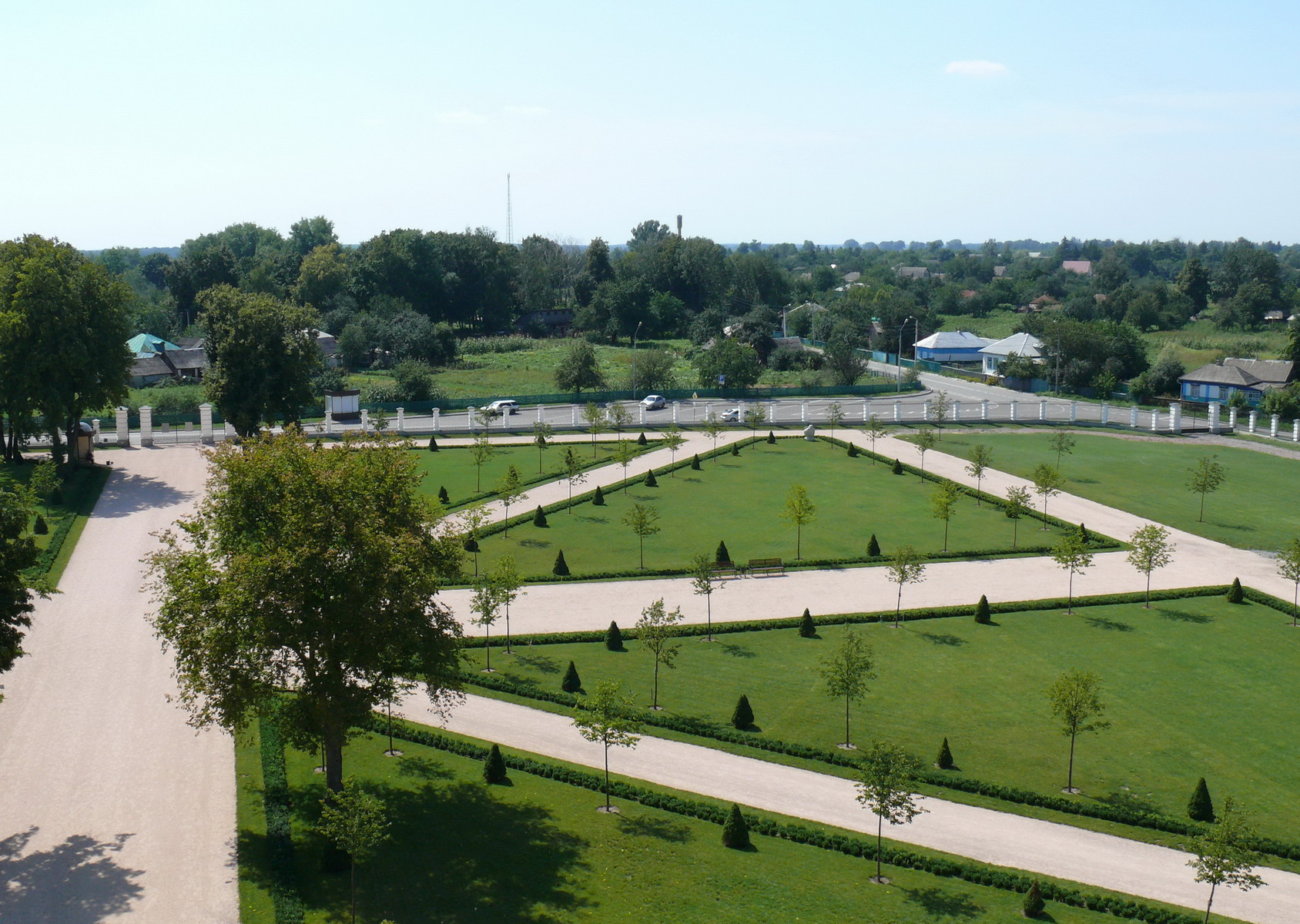
Ландшафт парка.
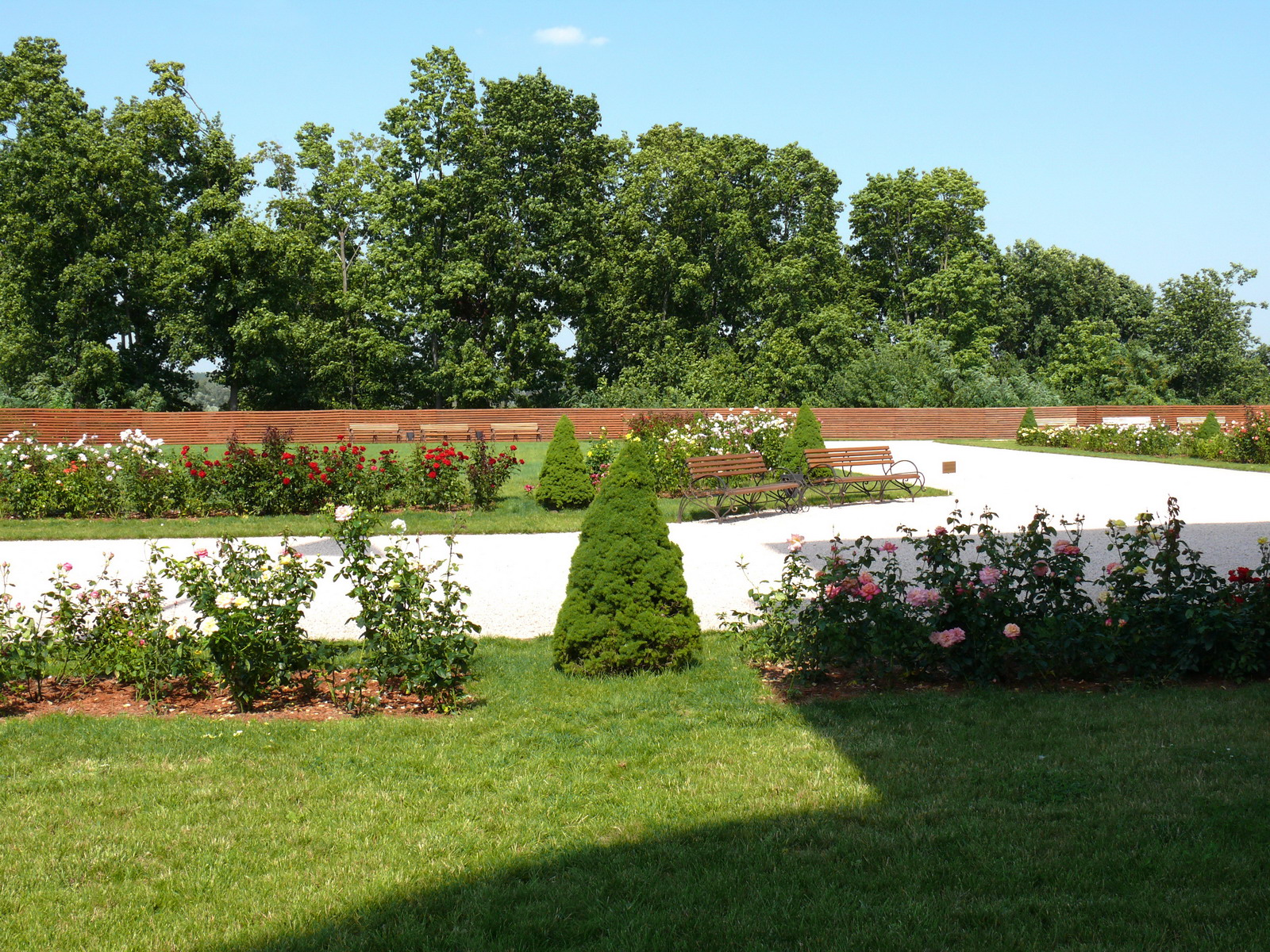
Ландшафт парка.

Парк усадьбы Кирилла Разумовского (Батурин)